# The Fosters
The Fosters è una serie televisiva statunitense creata da Peter Paige e Bradley Bredeweg per ABC Family (che successivamente, ha cambiato nome in Freeform).
La serie è stata trasmessa dal 3 giugno 2013 al 6 giugno 2018. In Italia è stata interamente pubblicata sul servizio di streaming on demand Disney+ il 22 giugno 2022.

## Trama
La serie segue la vita dell'ufficiale di polizia Stef Foster e di sua moglie Lena Foster, una vice preside scolastica, e della loro famiglia mista e multietnica. Stef e Lena sono le genitrici di Brandon Foster, figlio biologico di Stef, e dei gemelli Jesus e Mariana che sono stati adottati quando erano piccoli. All'inizio della serie, la coppia prende in affido due fratelli, Callie e Jude, che poi adottano. Fa parte della loro vita, anche Mike Foster, partner di pattuglia ed ex marito di Stef, nonché padre di Brandon.
La maggior parte dello show si svolge nel tranquillo sobborgo di San Diego e nella Anchor Beach Community Charter School, dove Lena lavora, e i ragazzi Foster vanno a scuola.

## Episodi
| Stagione         | Episodi | Prima TV USA | Prima TV Italia |
| ---------------- | ------- | ------------ | --------------- |
| Prima stagione   | 21      | 2013-2014    | 2022            |
| Seconda stagione | 21      | 2014-2015    | 2022            |
| Terza stagione   | 20      | 2015-2016    | 2022            |
| Quarta stagione  | 20      | 2016-2017    | 2022            |
| Quinta stagione  | 22      | 2017-2018    | 2022            |

### The Fosters: Girls United
All'inizio della seconda parte della prima stagione di The Fosters, è una webserie di cinque episodi intitolata The Fosters: Girls United è stata confermata da ABC Family. È interpretata da Maia Mitchell, Daffany Clark, Cherinda Kincherlow, Annamarie Kenoyer, Alicia Sixtos, Hayley Kiyoko e Angela Gibbs.
The Fosters: Girls United è stata pubblicata sul canale YouTube di ABC Family, il 13 febbraio 2014. Ogni episodio dura circa 5 minuti.
| nº | Titolo           | Pubblicazione   |
| --- | ---------------- | --------------- |
| 1 | Run Baby Run     | 3 febbraio 2014 |
| Gabi scompare e la consigliera di Girls United, Michelle, convoca una riunione per chiedere se le ragazze sanno qualcosa su dove potrebbe essere fuggita. |                  |                 |
| 2 | Stab in the Back | 3 febbraio 2014 |
| Le ragazze discutono su chi di loro può essere incinta.                                                                                                   |                  |                 |
| 3 | Got Your Back    | 3 febbraio 2014 |
| Callie e Kiara condividono alcuni reciproci segreti. Callie scopre anche che Becka si fa male con un coltello.                                            |                  |                 |
| 4 | Scorpion Kings   | 3 febbraio 2014 |
| Il padre di Gabi visita la casa delle Girls United per avere informazioni su Gabi.                                                                        |                  |                 |
| 5 | United We Stand  | 3 febbraio 2014 |
| Gabi torna e rivela che è andata via perché ha l'HIV. |                  |                 |

## Personaggi e interpreti

### Personaggi principali
- Stefanie "Stef" Marie Adams Foster, interpretata da Teri Polo.
È la coniuge di Lena, la madre biologica di Brandon e la madre adottiva dei gemelli, Jesus e Mariana. Nell'episodio pilota, lei e Lena prendono in affido due ragazzini, Callie e Jude, prima di adottarli. Stef è un'agente di polizia per il dipartimento di polizia di San Diego, dove lavora con il suo partner di pattuglia ed ex marito Mike. È conosciuta per avere una forte personalità con opinioni coraggiose, ma può anche essere amorevole e materna. Quando Jesus una notte scompare, Mariana informa i suoi genitori che teme che Jesus sia a casa della loro madre biologica Ana poiché l'hanno recentemente contattata e le hanno prestato dei soldi. Stef e Mike vanno a salvare Jesus solo per scoprire che non c'è, e il fidanzato di Ana, un tossicodipendente abusivo, finisce per sparare a Stef, che, di conseguenza, viene ferita gravemente prima di fare un pieno ripristino dopo il suo successivo ricovero. Più tardi, sposa ufficialmente Lena, e dopo aver fatto una mammografia, Stef riceve una diagnosi di carcinoma intraduttale. Perché è probabile che le cellule diventino cancerose, e per questo subisce un intervento chirurgico.[7][8]
- Lena Elizabeth Adams Foster, interpretata da Sherri Saum.
La moglie di Stef, la matrigna di Brandon, e la madre adottiva dei gemelli Jesus e Mariana e di Jude e Callie. Lena è la vice preside del liceo Anchor Beach Community Charter, frequentata, anche dai suoi figli. Essa tende ad essere più aperta e ragionevole, spesso quando si tratta delle malefatte dei ragazzi, ma può anche essere severa e dura. Nella prima stagione lei e Stef si sposano legalmente, per poi discutere sull'avere un bambino. Lena fa un'intervista per la sua promozione lavorativa, poi, scopre di essere incinta, il che porta il consiglio scolastico a mettere in discussione le sue capacità di conciliare lavoro e casa. In seguito sviluppa una preeclampsia prima di avere un aborto spontaneo.[8][9]
- Brandon Foster, interpretato da David Lambert.
Il figlio maggiore dei Foster, è il figlio biologico di Stef e Mike, il fratello maggiore adottivo di Jesus e Mariana, nonché quello di Jude e Callie. Brandon ha un'infatuazione per Callie ma dopo che sua madre e padre biologici fanno un ordine restrittivo contro di lui e, nonostante lui e Callie avessero fatto sesso la notte prima della sua adozione, resistono più tardi alle altre tentazioni nel procedere con la loro relazione. Brandon ha un talento per la musica, eccellendo in pianoforte, ed è sul punto di entrare in un programma musicale molto famoso. Dopo aver raccolto soldi per ottenere documenti falsi per entrare in un bar (visto che legalmente è minorenne), Brandon finisce per essere, malmenato dal suo rivenditore. A seguito della sua successiva ospedalizzazione, Brandon perde la sensibilità alla mano, questo gli fa perdere il suo posto nel programma di musica. Ancora in grado di suonare il pianoforte, si unisce ad una band. Nella terza stagione, Brandon va al campo banda Idylwild e compete per suonare alla a Disney Hall, dove infine vince il concorso. Durante il suo ultimo anno di scuola superiore, riceve una lettera di accettazione alla Juilliard, la sua priore scelta tra i college che è tra i più prestigiosi della musica e delle arti. Più tardi, tuttavia, Brandon è stato accademicamente buttato fuori dal college senza più possibilità di rientrare quando uno studente rivela di averlo corrotto per sostenere il test di valutazione scolastica (SAT).[8][10]
- Callie Adams Foster, interpretata da Maia Mitchell.
La seconda figlia maggiore di Stef e Lena, sorella materna di Jude, sorella adottiva più piccola di Brandon e sorella adottiva maggiore di Jesus e Mariana. Nell'episodio pilota, il tribunale mette Callie nella casa Adams Foster, dopo aver passato del tempo in un carcere minorile per aver danneggiato la proprietà del suo abusivo padre adottivo. In seguito, con l'aiuto di Brandon, va a prendere Jude, che è ancora nella loro abusiva casa adottiva. Callie si sviluppa rapidamente una cotta per Brandon prima che Jude diventi furioso con lei dopo aver visto il loro bacio al matrimonio di Stef e Lena. Temendo che la corte la metterà di nuovo in affidamento, Callie tenta di scappare, dove finisce a mangiare cibo in una stazione di benzina senza pagare. Questo la conduce in una casa famiglia temporanea per consultarsi sulle sue azioni e tenerla lontana da Brandon. Col passare del tempo, Callie e Brandon nascondono i sentimenti che hanno l'una per l'altro. L'adozione di Callie viene inizialmente messa in attesa dopo aver scoperto che lei e Jude non condividono lo stesso padre biologico. Successivamente, Robert Quinn, che si rivela essere il padre biologico di Callie, la approccia. Robert la presenta alla sua famiglia, e sembra legarsi immediatamente con sua figlia, Sophia. Dopo che Robert si sente pronto a rinunciare a i suoi diritti genitoriali, Sophia strappa i documenti sperando che Callie si senta allo stesso modo sul loro ritrovato legame fraterno, ma sembra essere l'esatto contrario. Stef e Lena la adottano ufficialmente dopo una lunga battaglia con il sistema giudiziario e un discorso appassionato al giudice.[8][10]
- Jesus Adams Foster, interpretato da Jake T. Austin (stagioni 1-2) e da Noah Centineo (stagioni 3-5).
Uno dei due gemelli adottati da Stef e Lena, insieme a Mariana.[8][10][11]
- Mariana Adams Foster, interpretata da Cierra Ramirez.
La gemella più sveglia di Jesus, nonché amante dell'attenzione e dell'organizzazione.[8]
- Jude Adams Foster, interpretato da Hayden Byerly.
Il figlio più giovane di Lena, fratellastro materno di Callie, ed è anche fratello di Brandon, Jesus e Mariana.[10]
- Mike Foster, interpretato da Danny Nucci.
Il compagno di pattuglia ed ex marito di Stef, nonché il padre di Brandon.[8][10]

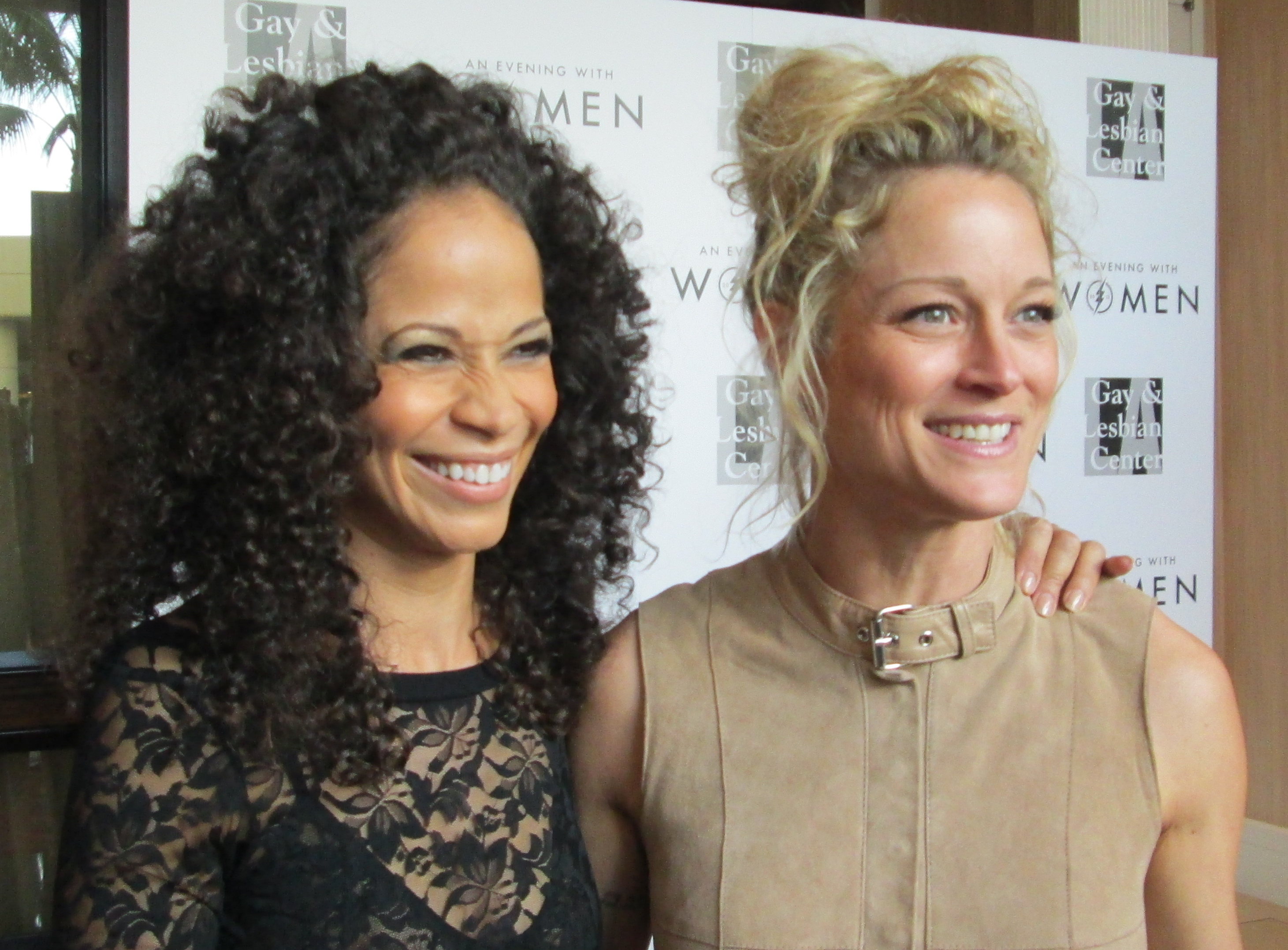
Sherri Saum e Teri Polo
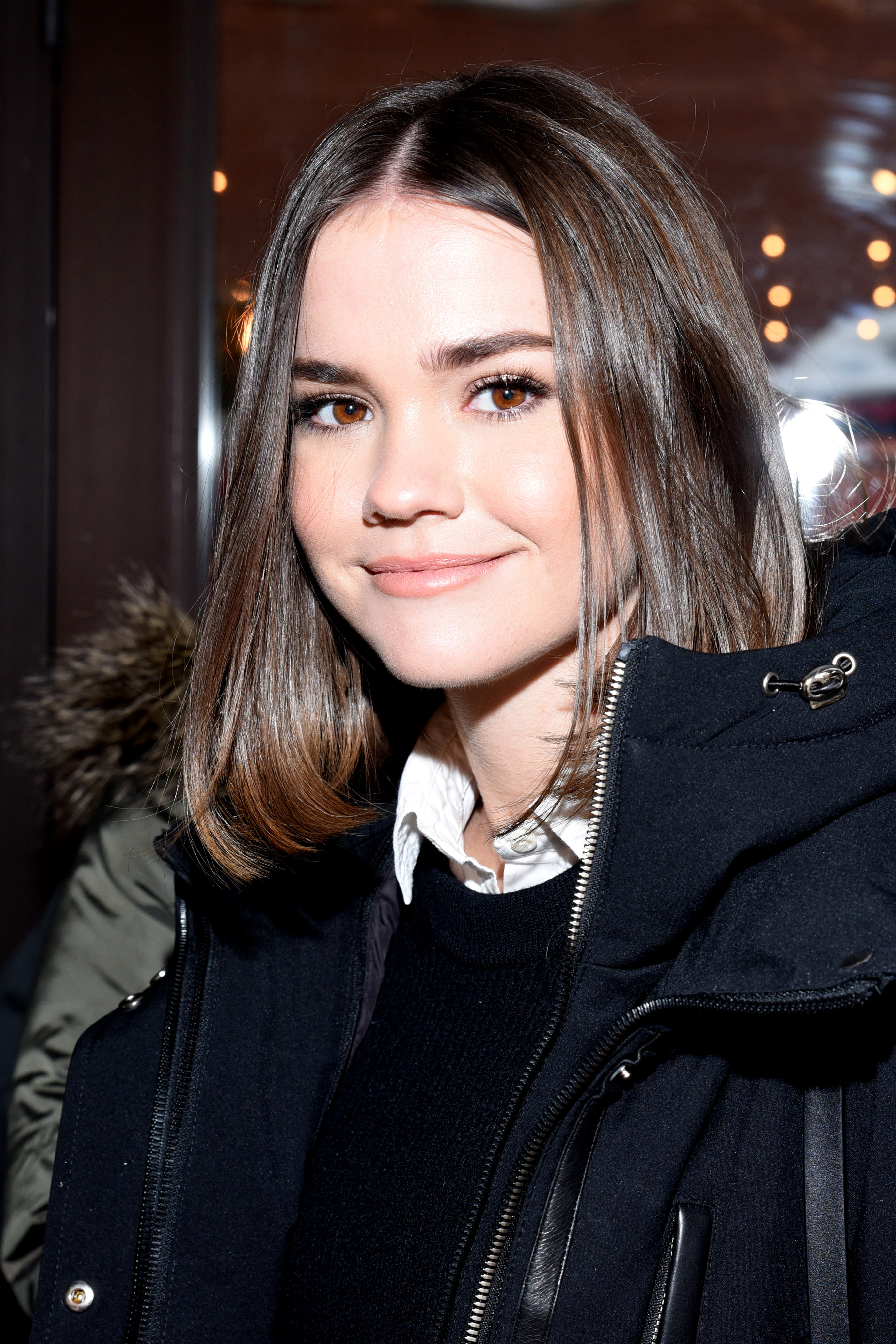
Maia Mitchell
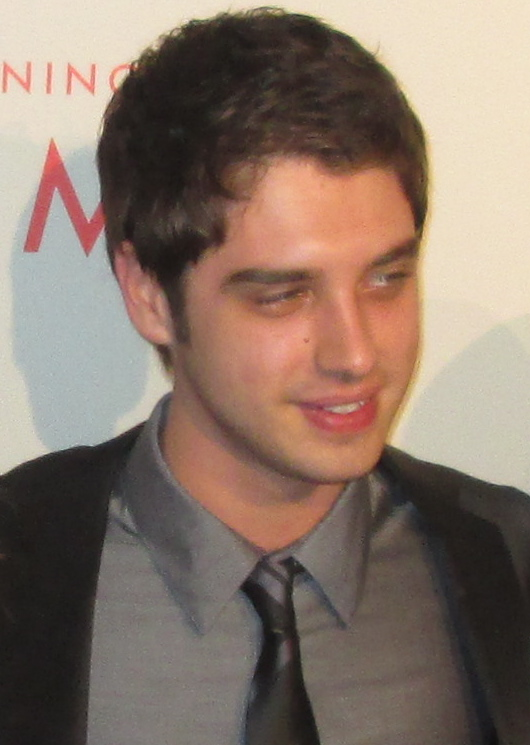
David Lambert
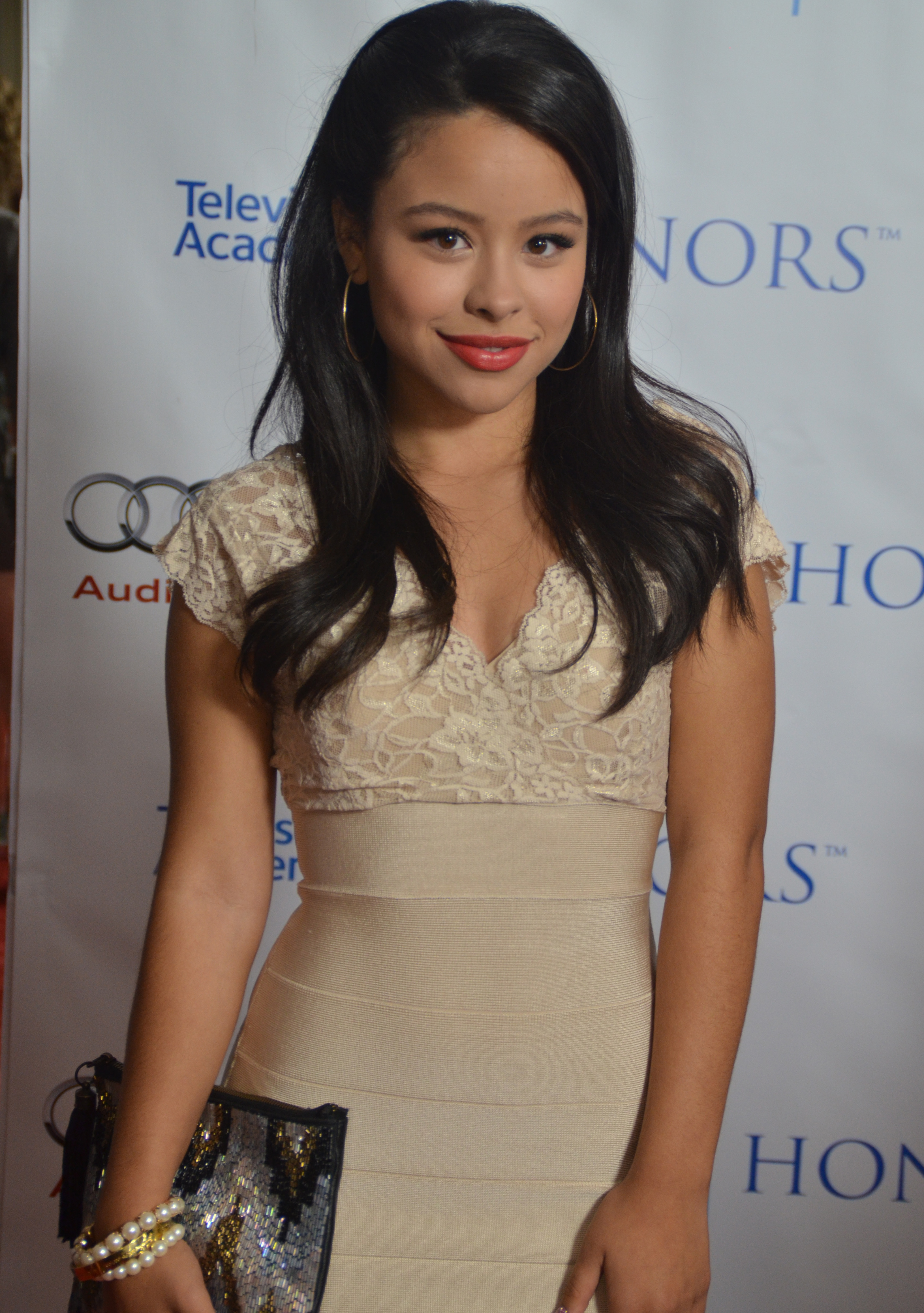
Cierra Ramirez
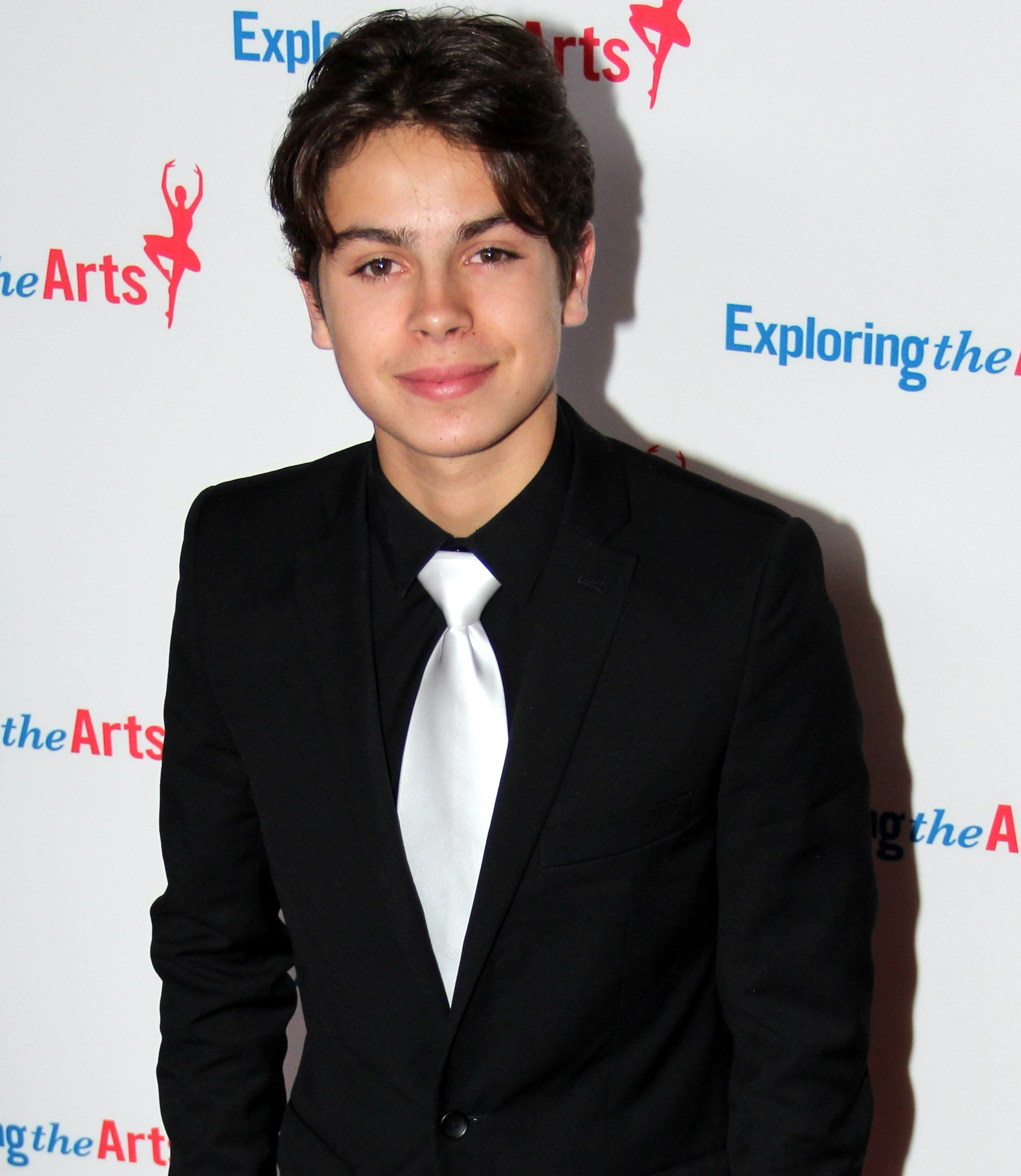
Jake T. Austin
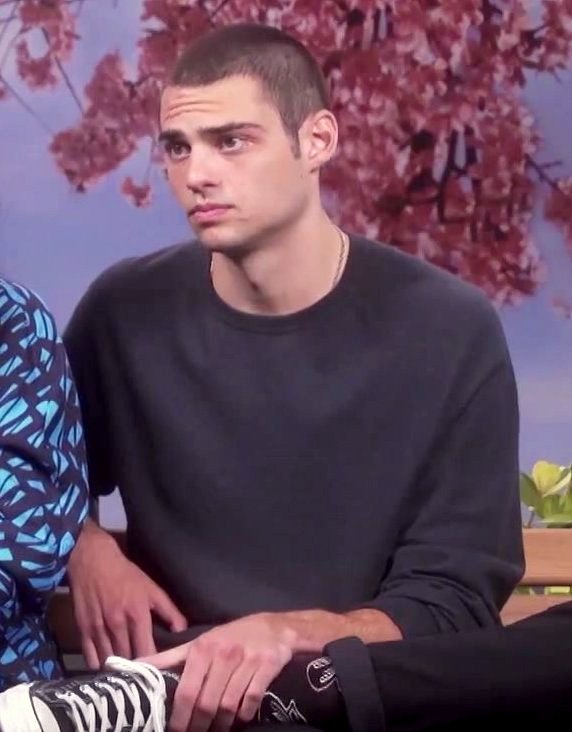
Noah Centineo

### Personaggi ricorrenti
- Dana Adams, interpretata da Lorraine Toussaint.

Madre di Leena
- Stewart Adams, interpretato da Stephen Collins (st. 1-2) e Bruce Davison (st. 3-5)

Padre di Leena
- Sharon Elkin, interpretata da Annie Potts

Madre di Stef. 
- Emma Kurtzman, interpretata da Amanda Leighton.
Ha avuto una relazione con Jesus nella seconda stagione.
- Sofia Quinn, interpretata da Bailee Madison.
- Robert Quinn, interpretato da Kerr Smith.
- Jill Quinn, interpretata da Valerie Dillman.
- A partire dalla seconda stagione, è la sorella biologica di Callie da parte di padre.
- Daphne Keene, interpretata da Daffany Clark.
- Timothy, interpretato da Jay Ali.
- Ana Gutierrez, interpretata da Alexandra Barreto.
- Mat Tan, interpretato da Jordan Rodrigues.
- Tia Stephens, interpretata da Samantha Logan.
- Kaitlyn Reihl, interpretata da Hannah Kasulka.
- Tony, interpretato da Keean Johnson
- Monte Porter, interpretata da Annika Marks.
- Daria, interpretata da Madison Pettis.
- Taylor, interpretata da Izabela Vidovic.
- AJ Hensdale, interpretato da Tom Williamson.
- Cortney Strathmore, interpretata da Denyse Tontz.
- Nick Stratos, interpretato da Louis Hunter.
- Gabriel "Gabe" Duncroft, interpretato da Brandon Quinn.
- Aaron Baker, interpretato da Elliot Fletcher.
- Noah, interpretato da Kalama Epstein.
- Justina Marks, interpretata da Kelli Williams.
- Kelsey, interpretata da Anne Winters.
- Talya Banks, interpretata da Madisen Beaty.
- Lexi Rivera, interpretata da Bianca Santos.

- Chase Dillon, interpretato da Garrett Clayton.

- Wyatt, interpretato da Alex Saxon.[12]
- Rita Hendricks, interpretata da Rosie O'Donnell.
- Zac Rogers, interpretato da Julian De La Celle.
- Connor Stevens, interpretato da Gavin MacIntosh.
- Adam Stevens, interpretato da Chris Bruno.
- Frank Cooper, interpretato da Sam McMurray.
- Kiara, interpretata da Cherinda Kincherlow.
- Cole, interpretato da Tom Phelan.
- Dani Kirkland, interpretata da Marla Sokoloff.
- Donald Jacob, interpretato da Jamie McShane.
- Hayley Heinz, interpretata da Caitlin Carver.
- Lucy "Lou" Chan, interpretata da Ashley Argota.[13]
- Jack Downey, interpretato da Tanner Buchanan.

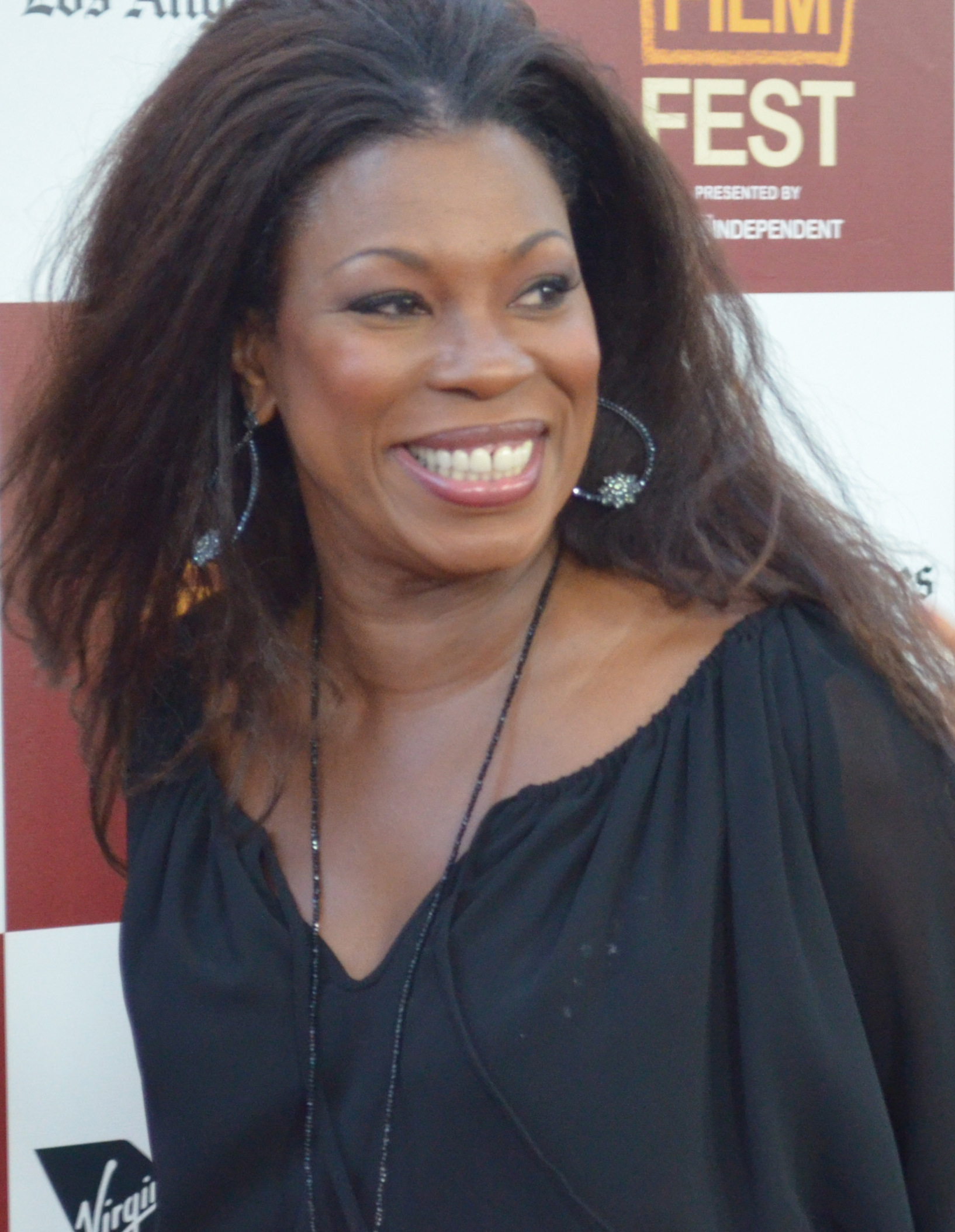
Lorraine Toussaint
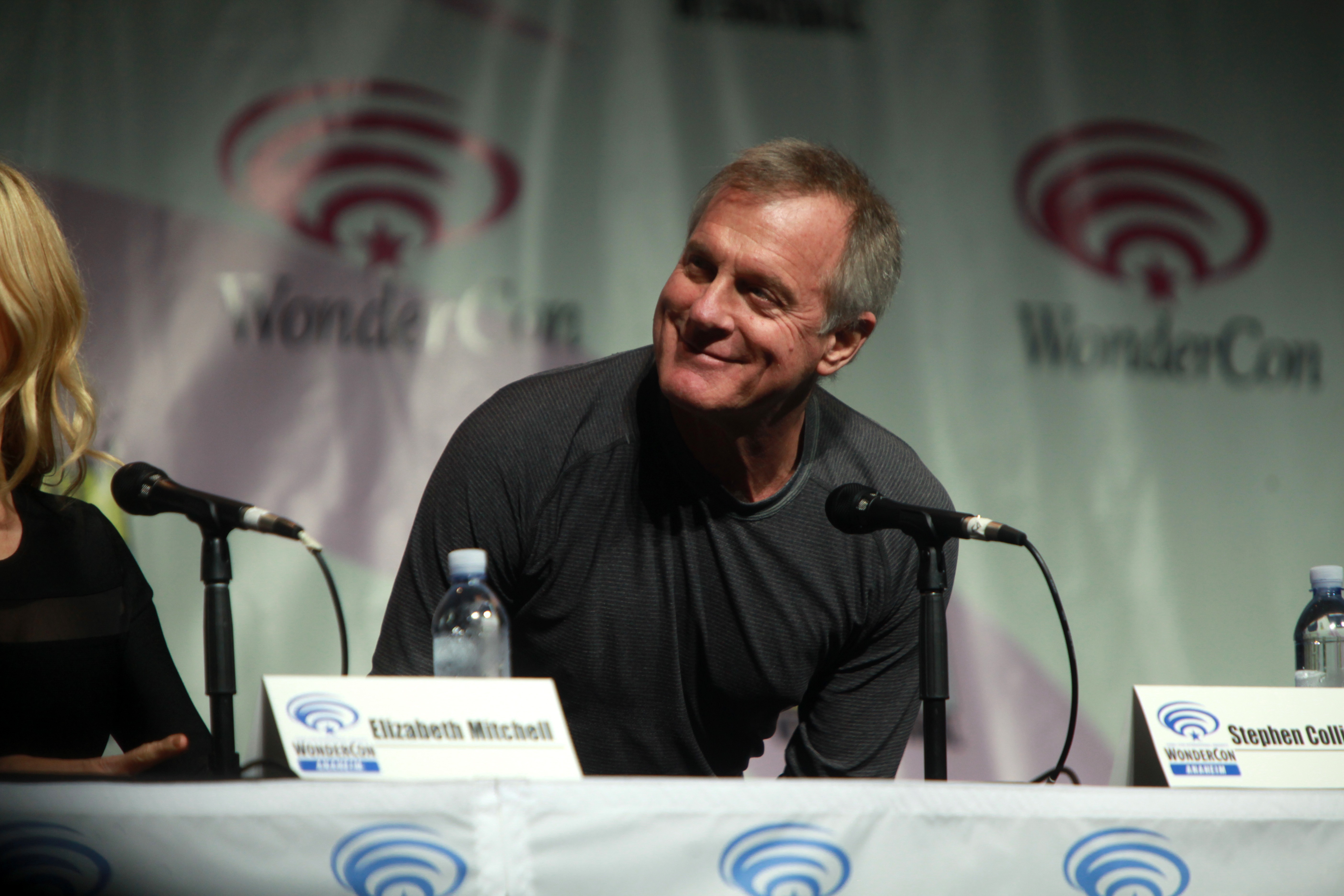
Stephen Collins
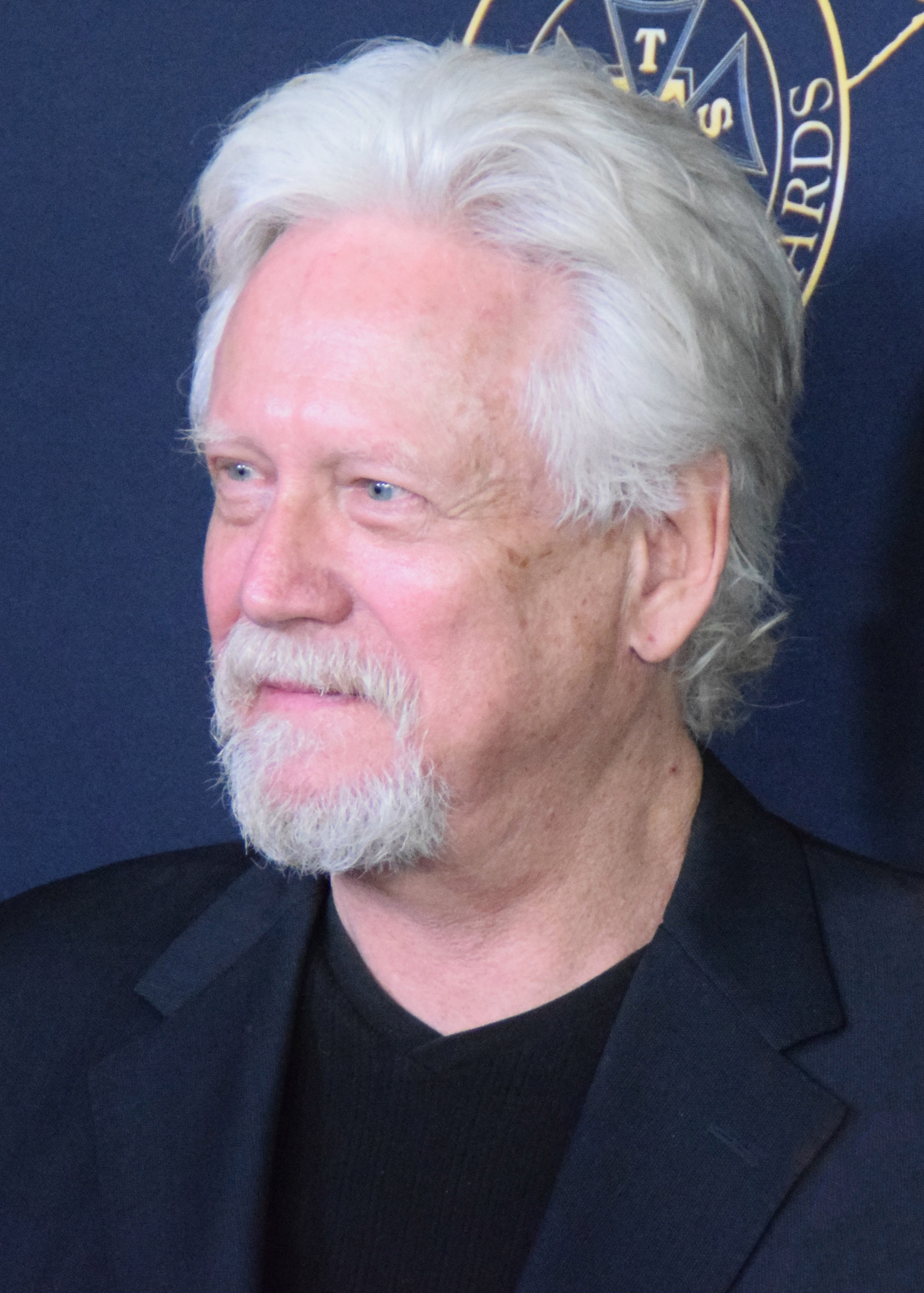
Bruce Davison
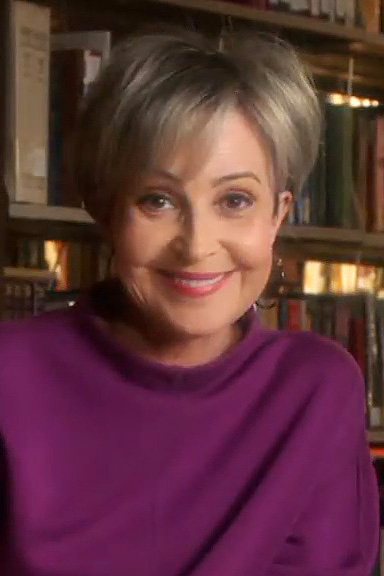
Annie Potts
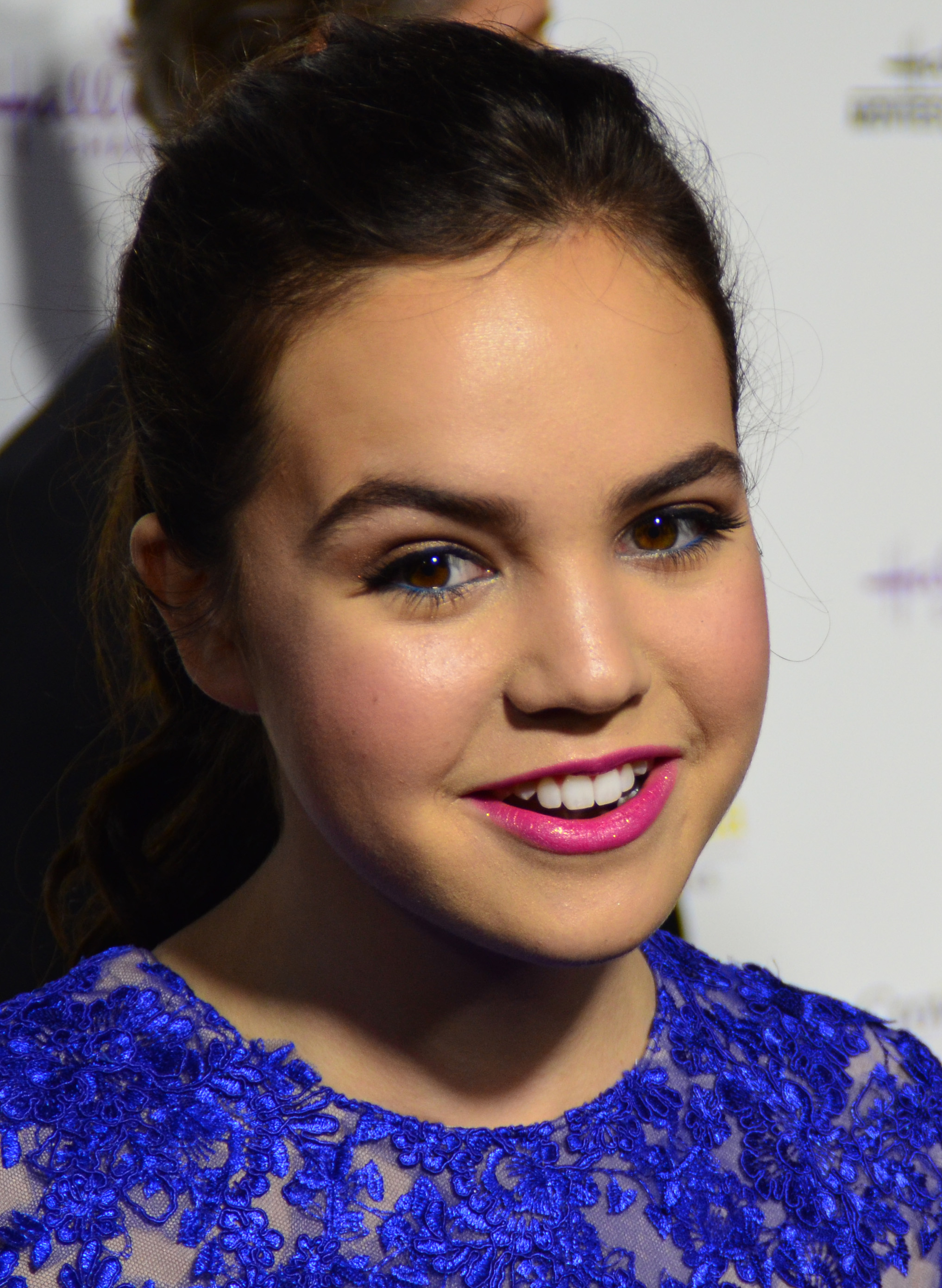
Bailee Madison
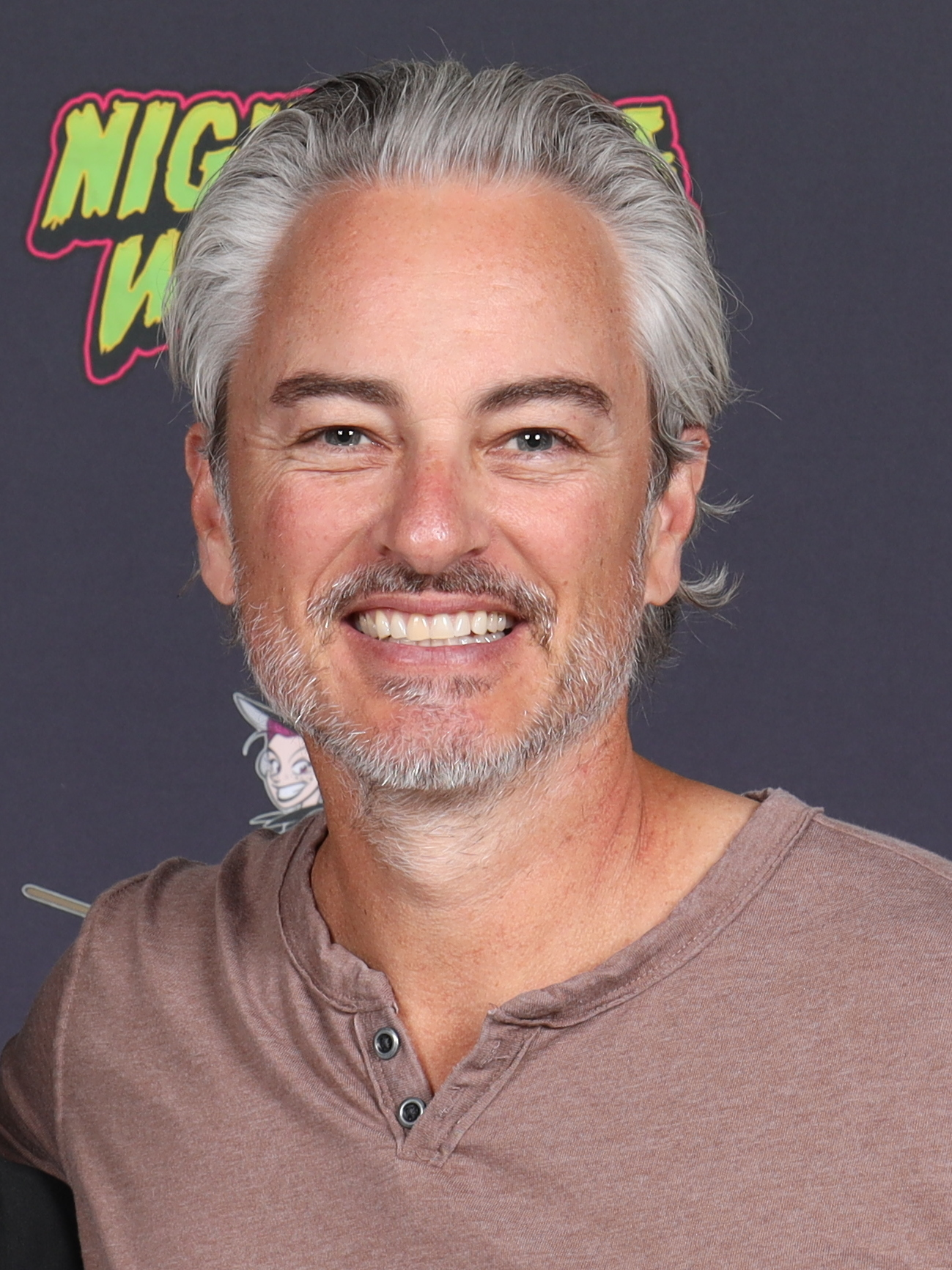
Kerr Smith
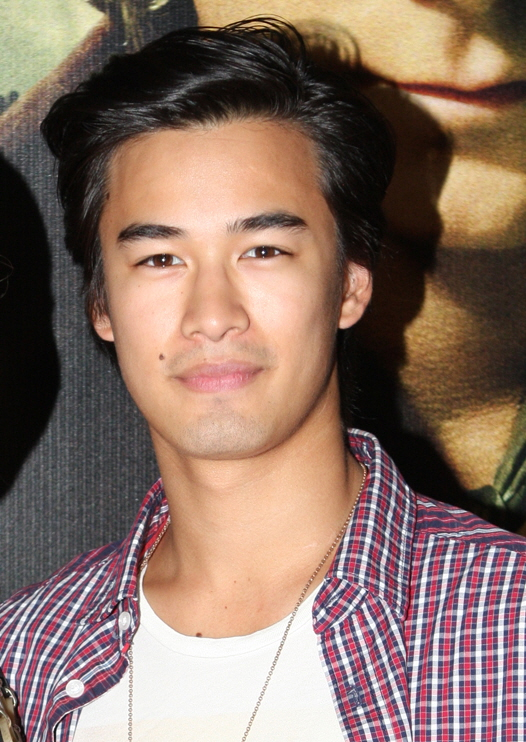
Jordan Rodrigues
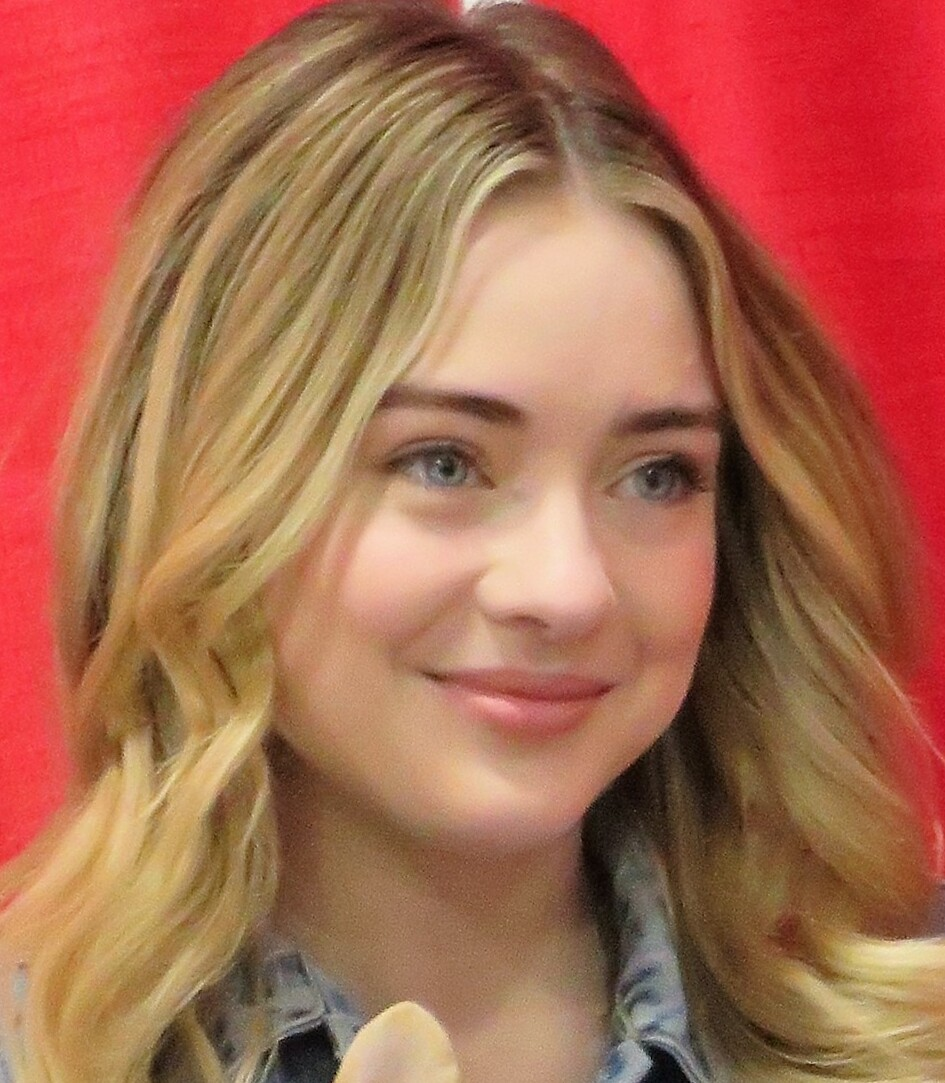
Hannah Kasulka
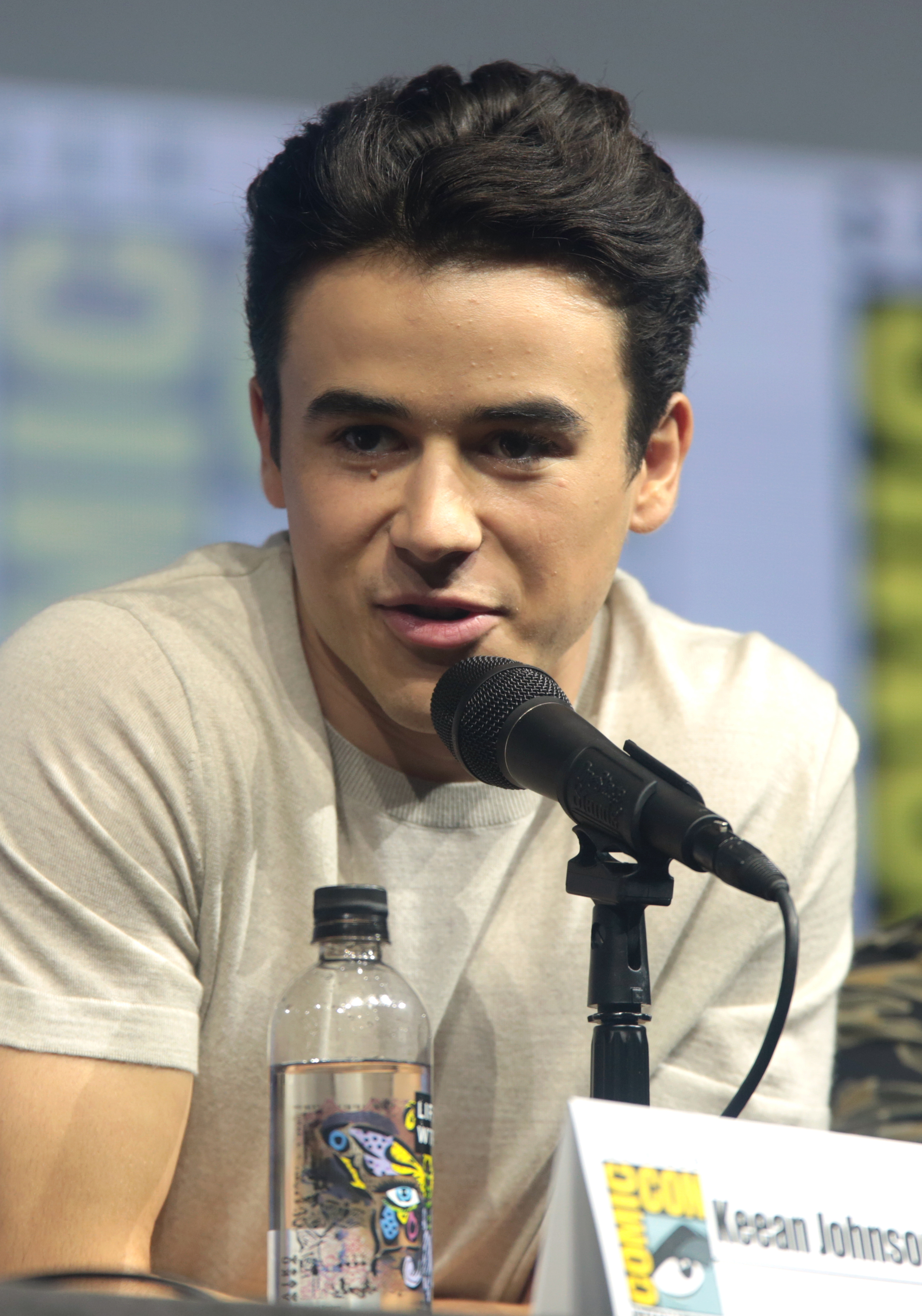
Keean Johnson
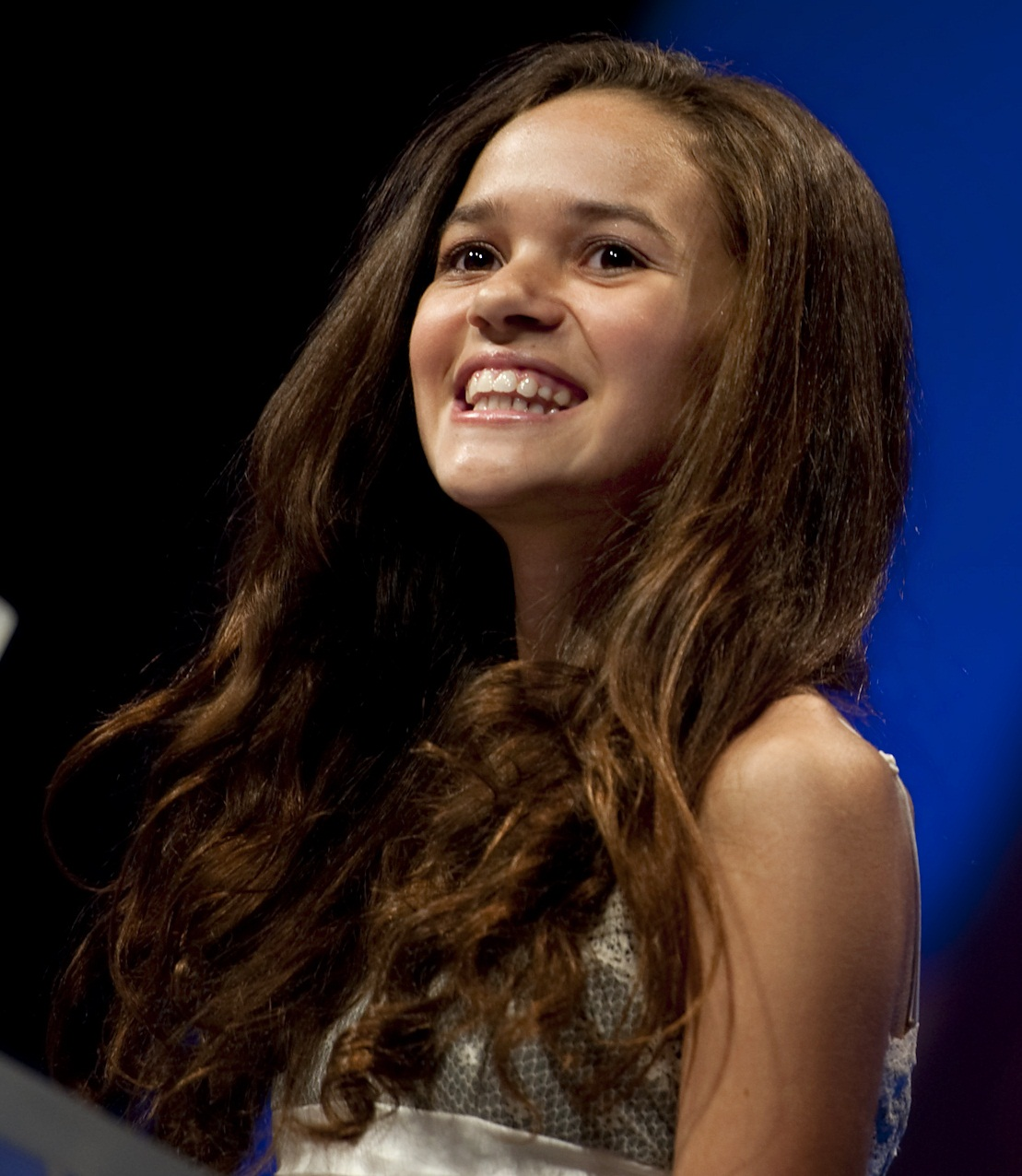
Madison Pettis
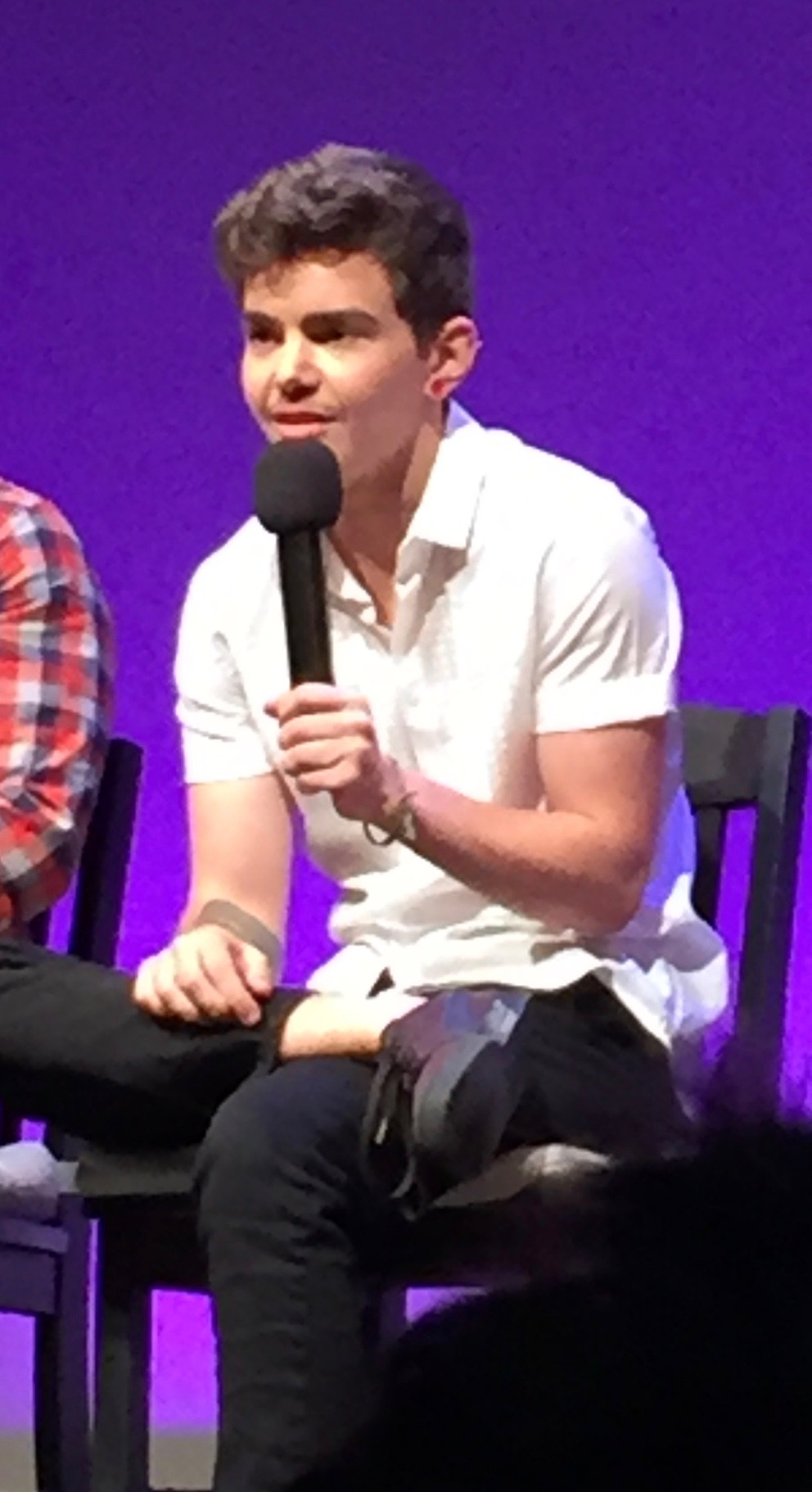
Elliot Fletcher
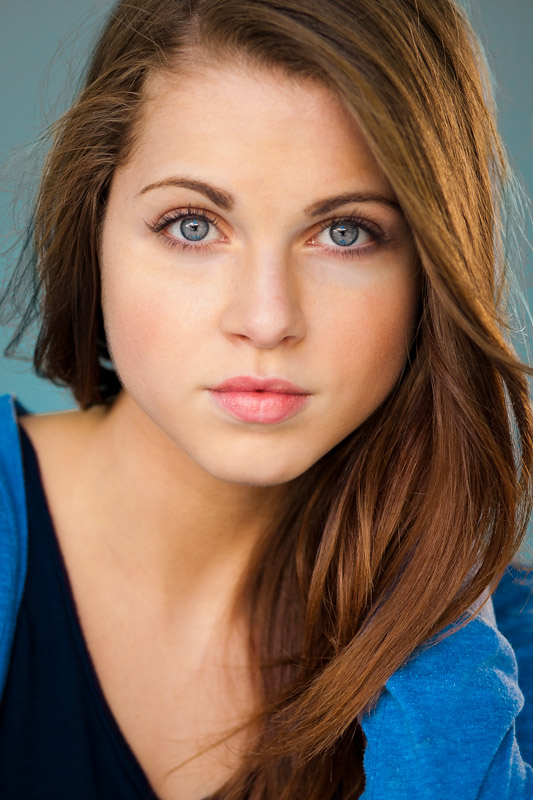
Anne Winters
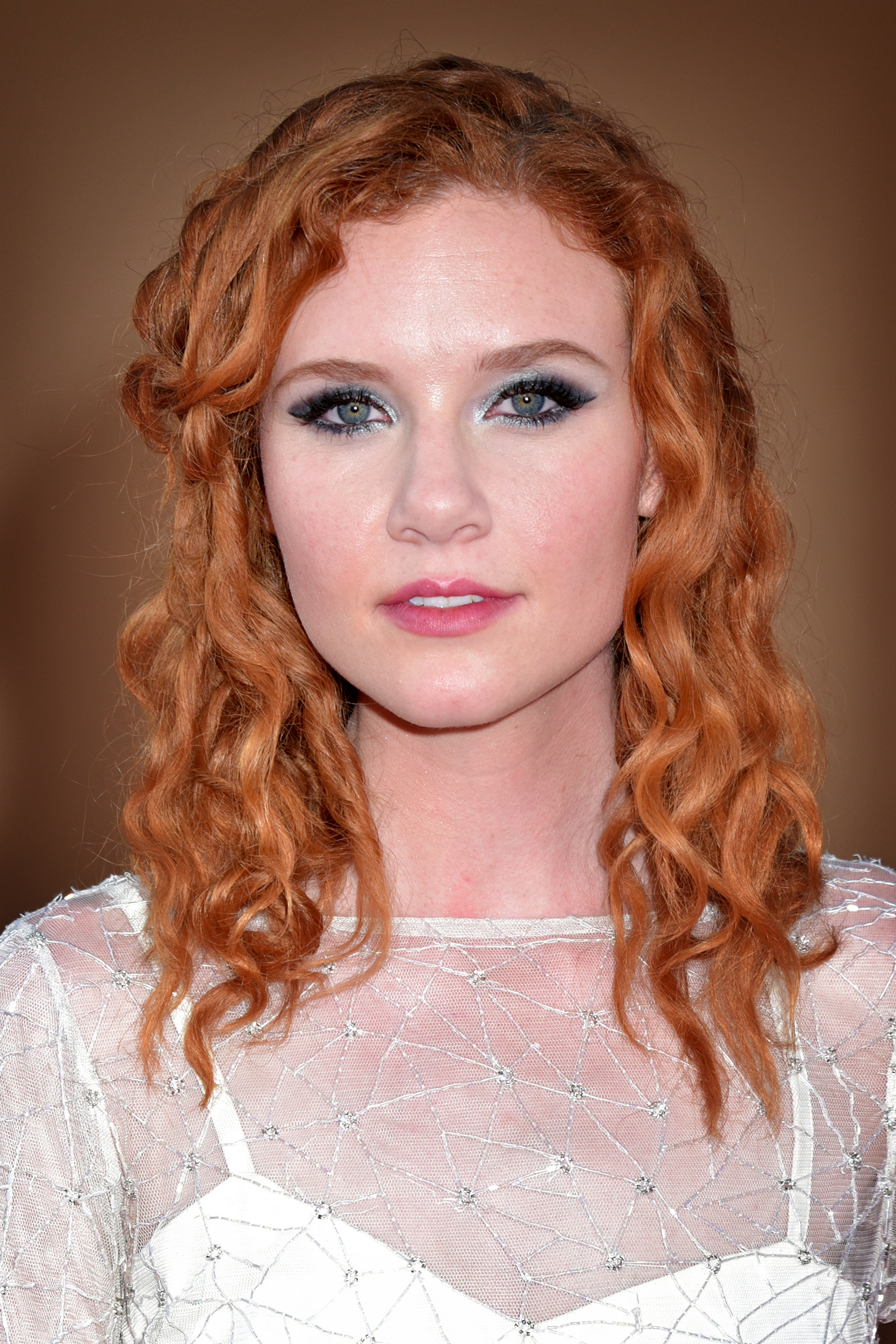
Madisen Beaty
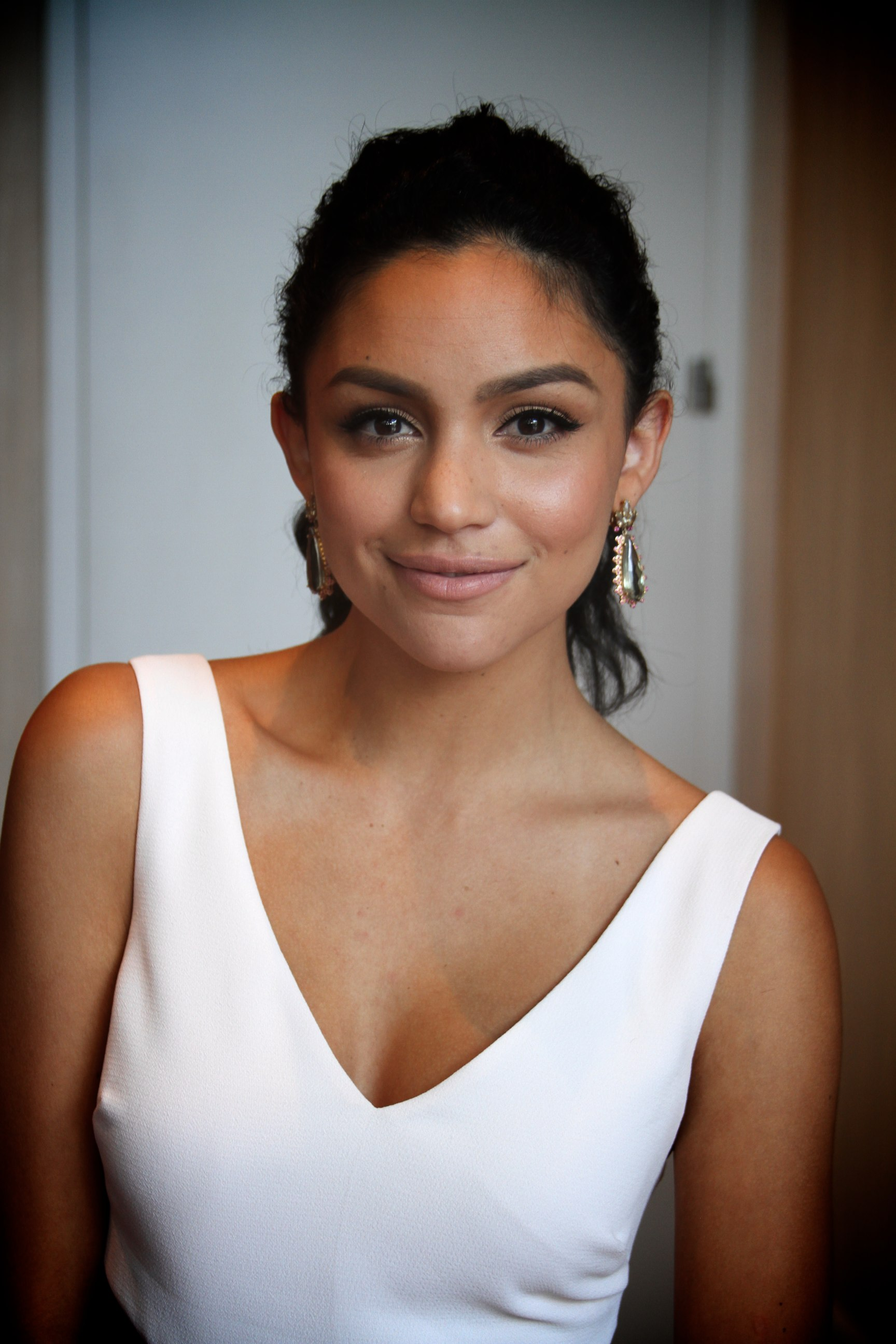
Bianca A. Santos
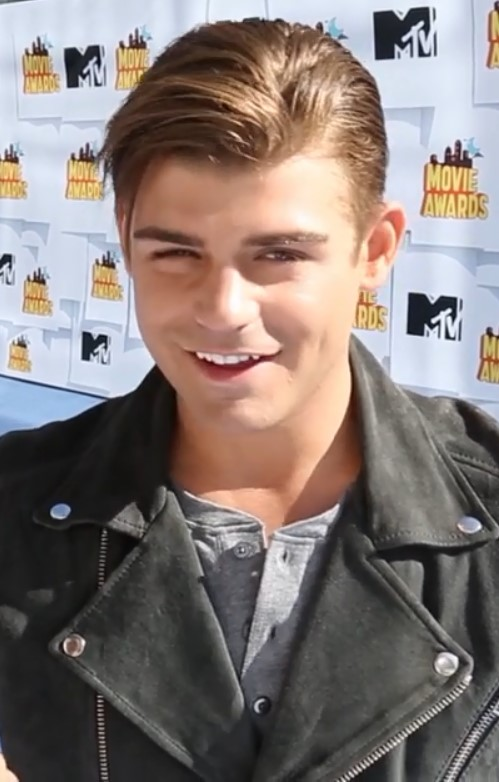
Garrett Clayton
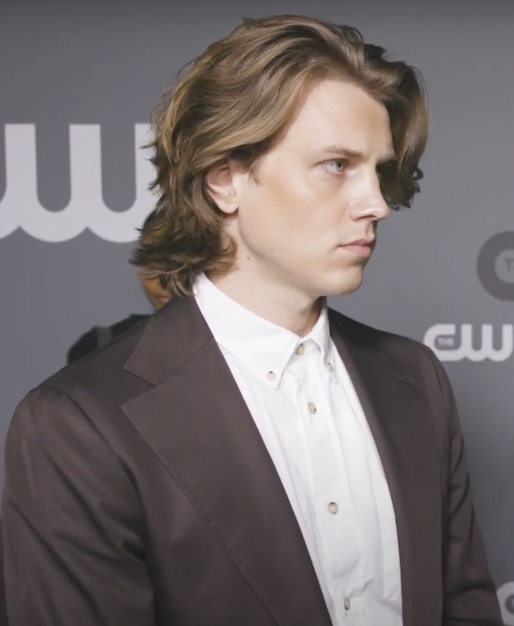
Alex Saxon
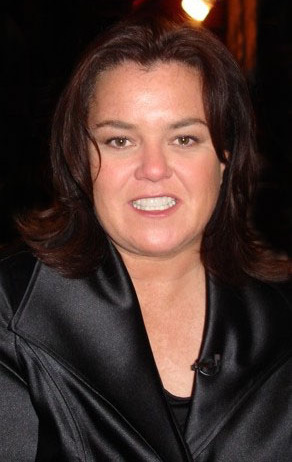
Rosie O'Donnell
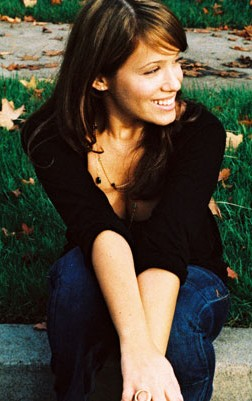
Marla Sokoloff
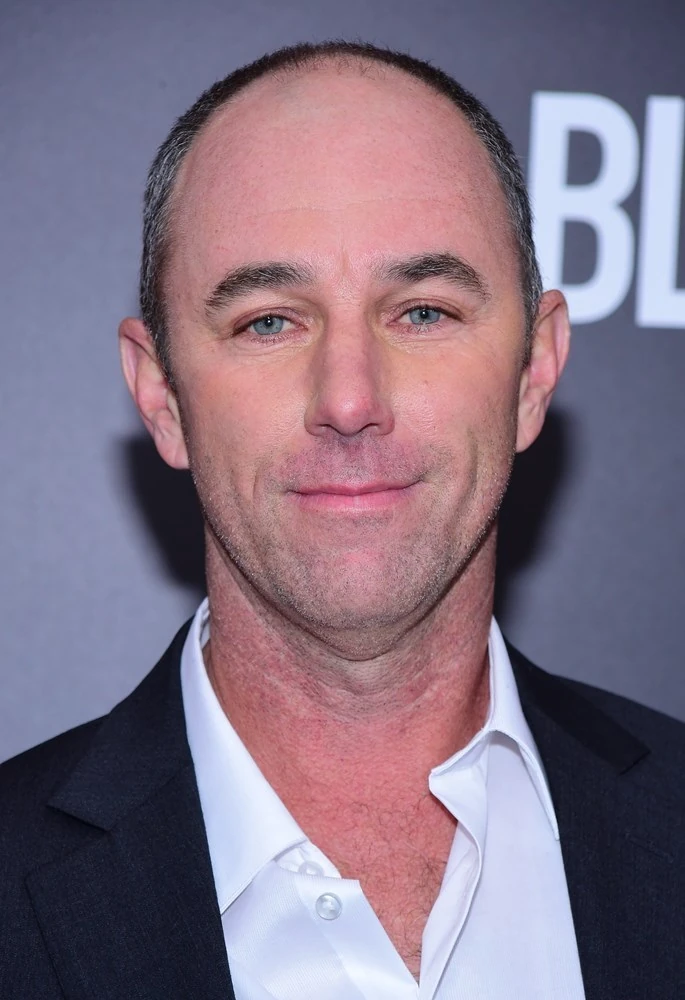
Jamie McShane
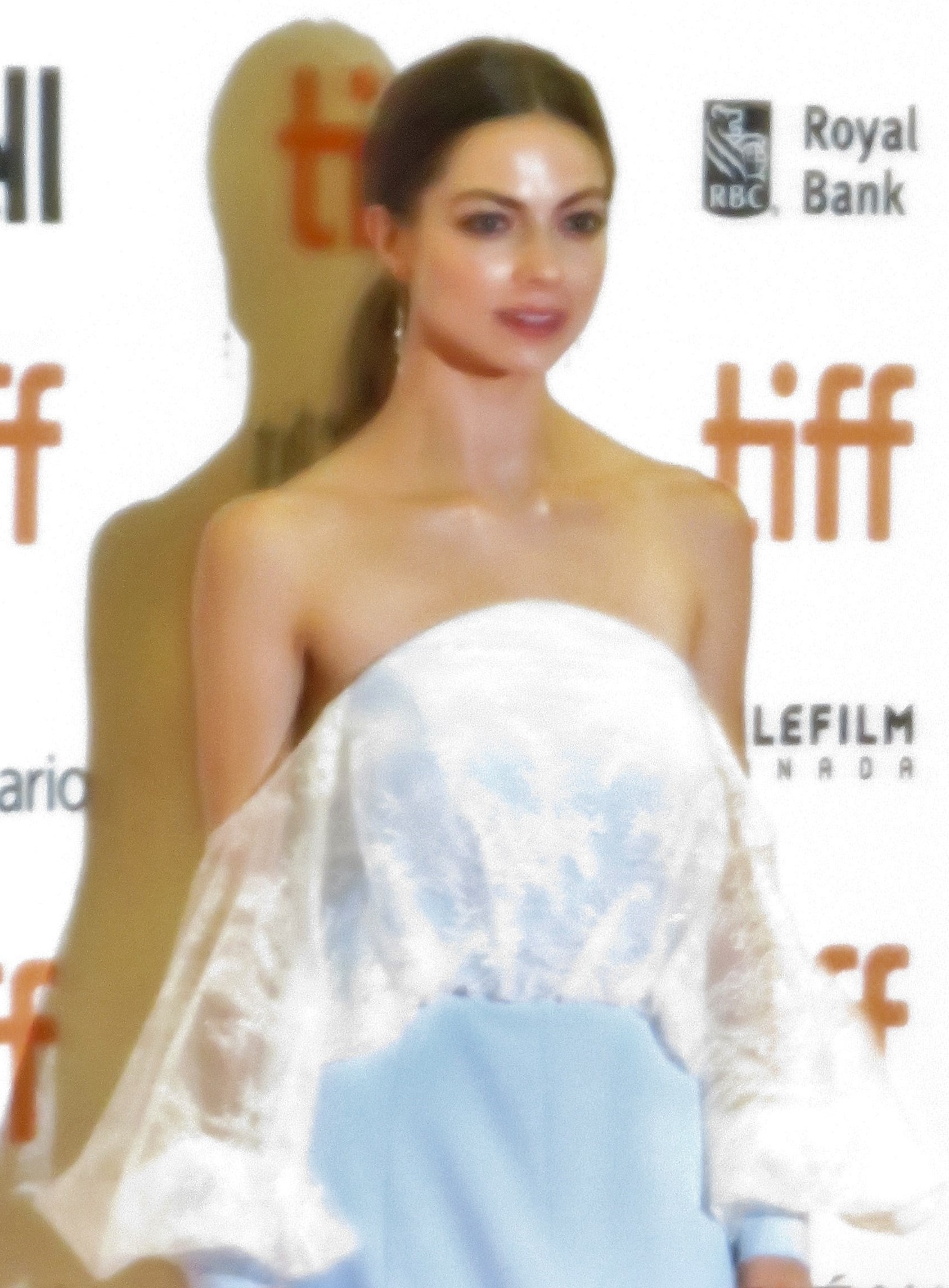
Caitlin Carver
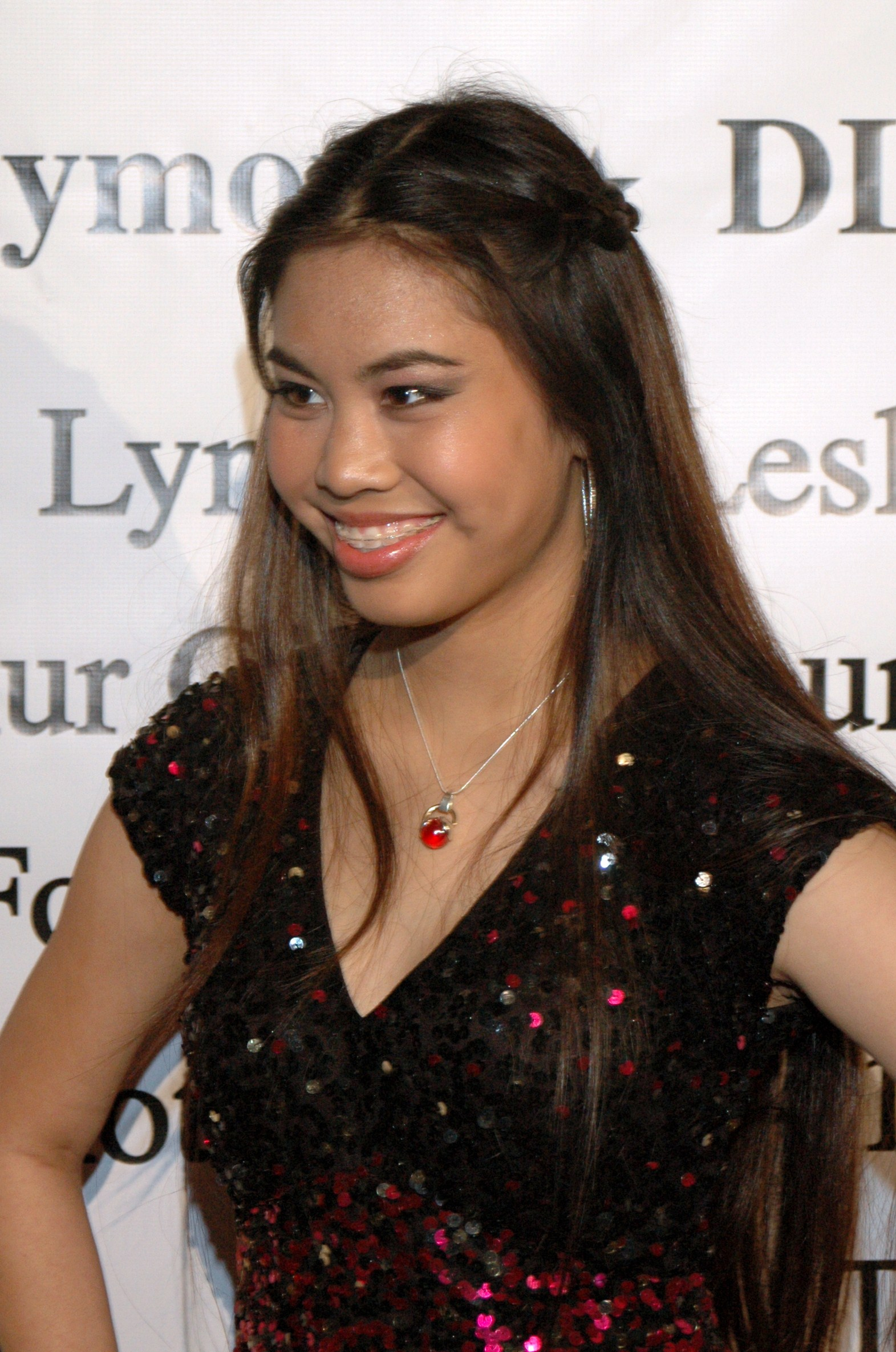
Ashley Argota
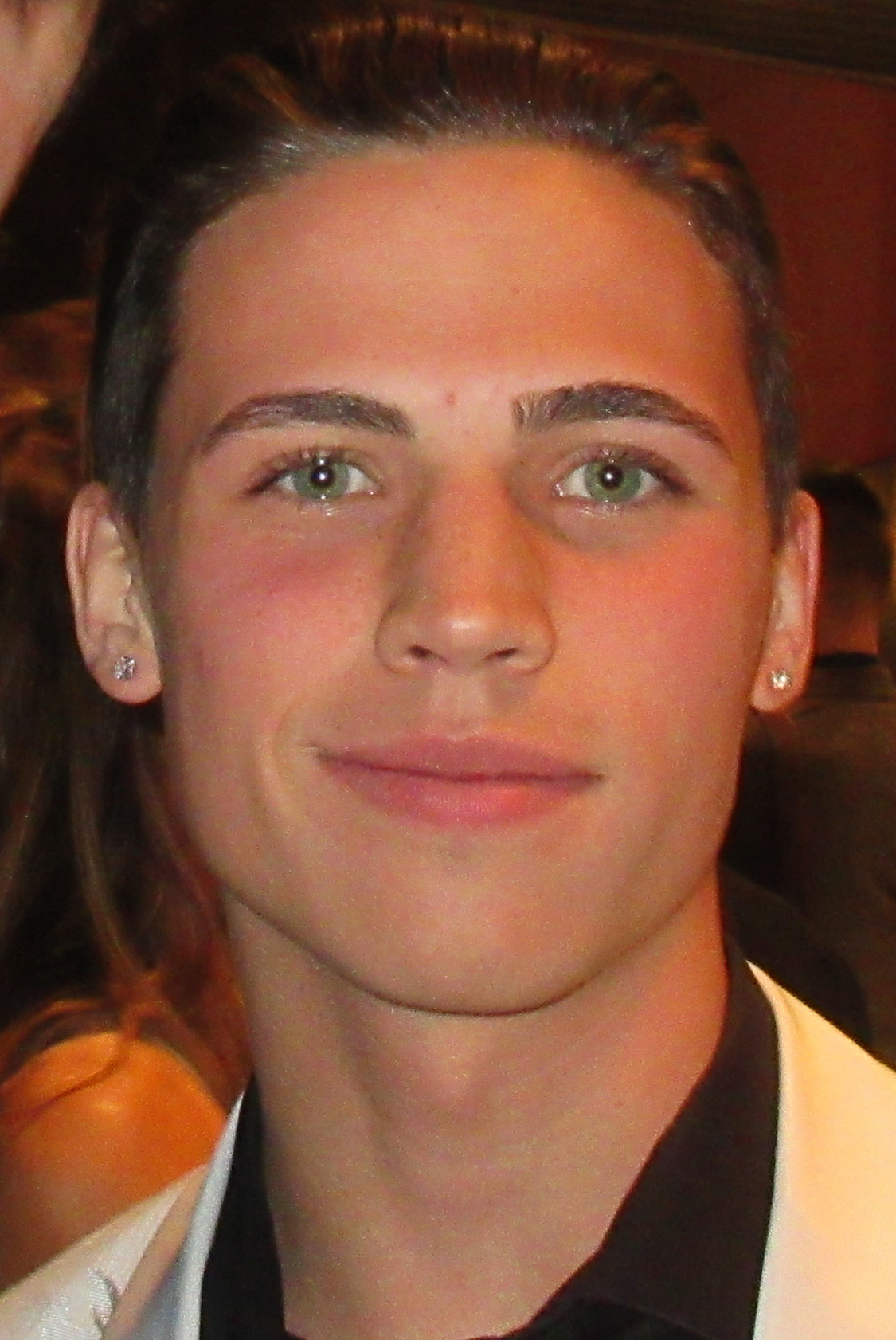
Tanner Buchanan

## Produzione

### Concezione
The Fosters è stato originariamente concepito da due creatori apertamente gay Bradley Bredeweg e Peter Paige che volevano scrivere un dramma che riflettesse la "famiglia americana moderna". Dopo aver originariamente preso in considerazione una storia su due padri gay, la coppia decise che il soggetto di due uomini che allevavano una famiglia era già stato fatto in televisione e cominciarono invece a considerare una storia su due donne. Alla domanda sul concetto di due madri lesbiche che allevano una famiglia mista, Bredeweg ha dichiarato:
Inoltre, alcuni elementi della serie che si occupano del sistema di affidamento sono stati ispirati da un amico d'infanzia di Bredeweg, che ha lottato nel sistema adottivo prima di essere adottato nel suo ultimo anno di scuola superiore.

### Sviluppo

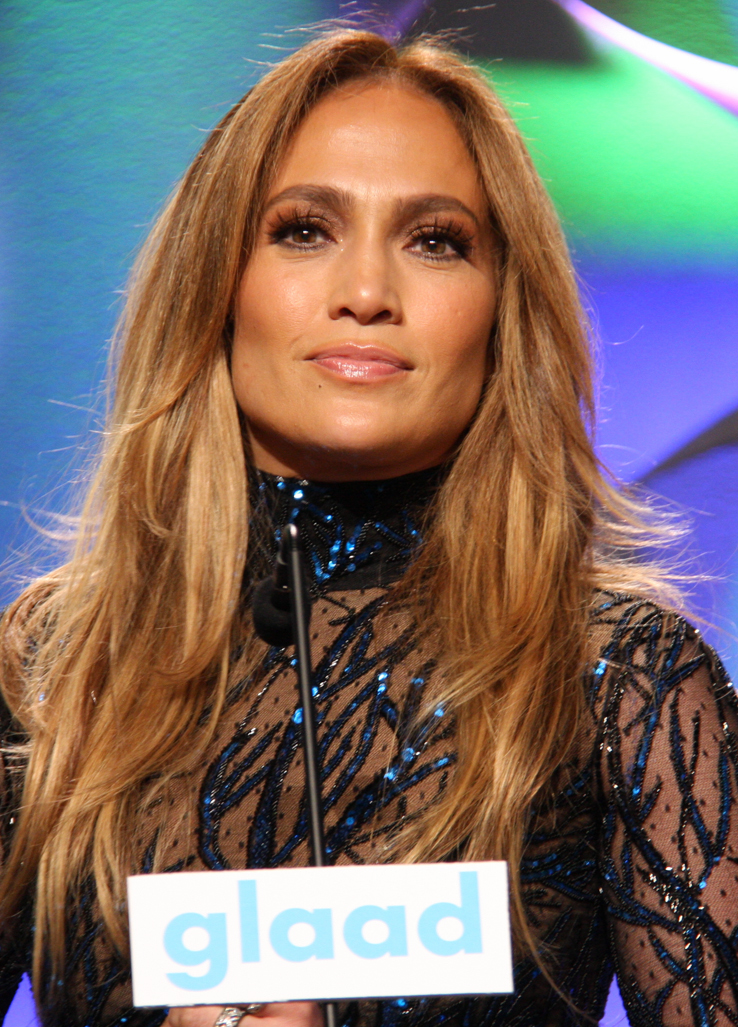
Jennifer Lopez è la produttrice esecutiva della serie.

Durante lo sviluppo del progetto, Bredeweg e Paige hanno incontrato inizialmente una certa resistenza da parte di Hollywood, con Bredeweg che ha raccontato:
Dopo aver completato la prima stesura del copione dell'episodio pilota, il team è stato presentato a Jennifer Lopez attraverso un amico che lavorava nella sua compagnia di produzione Nuyorican Productions, che stava cercando di espandersi nella sceneggiatura televisiva. Bredeweg ha dichiarato:
La decisione di Lopez di essere coinvolta nel progetto si dice che sia stata largamente ispirata dalla sua defunta zia Marisa, la sorella maggiore omosessuale della madre di Lopez che aveva dovuto subire discriminazioni durante la sua vita a causa del suo orientamento sessuale e non era in grado di avere una famiglia. Quando ha discusso del concetto dello show, Lopez ha dichiarato:
Con Lopez a bordo, il team ha portato il progetto a diverse reti, tra cui ABC Family, con Bredeweg che disse:
Il 6 luglio 2012, The Hollywood Reporter, tra le altre fonti, ha riferito che Jennifer Lopez e la sua compagnia di produzione, Nuyorican Productions, stavano sviluppando una serie della durata di un'ora per ABC Family, con Lopez destinata alla produzione esecutiva accanto a Simon Fields e Greg Gugliotta, e agli sceneggiatori e registi Peter Paige e Brad Bredeweg.
Il primo promo della serie è apparso su ABC Family il 19 aprile 2013.

### Cast
Il 24 settembre 2012 è stato riferito che Teri Polo e Sherri Saum erano state scritturate per recitare nei ruoli, rispettivamente di Stef Adams Foster e Lena Adams Foster.
Il 6 febbraio 2013 è stato comunicato che le riprese sarebbero cominciate nell'estate dello stesso anno. Il resto del cast principale è stato anche annunciato in quel momento, tra cui Danny Nucci che interpreta Mike Foster, l'ex marito di Stef, David Lambert che interpreta Brandon Foster, Jake T. Austin e Cierra Ramirez, rispettivamente nei ruoli di Jesus e Mariana Foster, e Maia Mitchell e Hayden Byerly che interpretano i figli adottivi Callie e Jude Jacob.
Durante la ricognizione del processo di casting, Bredeweg ha spiegato:
L'11 aprile 2013, TV Guide ha svelato la prima foto ufficiale del cast.
Nel marzo 2015 è stato annunciato che Jake T. Austin avrebbe lasciato la serie, scrivendo su Twitter:
Tre mesi dopo fu ingaggiato Noah Centineo nel ruolo di Jesus.

### Rinnovi
La serie è stata ordinata il 30 luglio 2013. L'11 ottobre 2013, la serie ha ottenuto il rinnovo per una seconda stagione. Nel mese di luglio del 2014, ABC Family ha annunciato uno speciale natalizio in onda a dicembre, mentre la seconda metà della stagione 2 è andata in onda dal 19 gennaio 2015. Il 13 gennaio la serie viene rinnovata per una terza stagione. Il 16 dicembre 2015, ottiene il rinnovo per una quarta stagione, mentre il 10 gennaio viene rinnovata anche per una quinta stagione. Il 3 gennaio 2018, la serie viene cancellata da Freeform. Lo stesso giorno, viene rivelato che ci sarà uno spin-off della serie, incentrato su Callie e Mariana, alcuni anni dopo il finale della serie.

## Trasmissione internazionale
In Canada, la serie viene trasmessa su ABC Spark, mentre in Australia va in onda su FOX8. In Turchia, la serie va in onda su Dizimax Drama.
In Italia, The Fosters non ha goduto di una grande visibilità durante la sua trasmissione originale. Per anni, la serie non è stata trasmessa sui canali televisivi tradizionali italiani, probabilmente a causa delle sue tematiche considerate “scomode” per il panorama televisivo nazionale. Un articolo del 2018 sottolineava come la serie fosse difficile da trovare in Italia, se non attraverso versioni sottotitolate disponibili online . 
La situazione è cambiata il 22 giugno 2022, quando The Fosters è stata resa disponibile integralmente su Disney+ . Questo ha permesso al pubblico italiano di accedere facilmente a tutte le cinque stagioni della serie, contribuendo a una maggiore diffusione e apprezzamento anche nel nostro Paese.

## Accoglienza

### Ascolti
L'episodio pilota della serie venne seguito da 1 420 000 telespettatori.
| Stagione | Episodi | Messa in onda                                      | Inizio         | Inizio         | Fine           | Fine           | Stagione televisiva | Spettatori generali |
| Stagione | Episodi | Messa in onda                                      | Data           | Telespettatori | Data           | Telespettatori | Stagione televisiva | Spettatori generali |
| -------- | ------- | -------------------------------------------------- | -------------- | -------------- | -------------- | -------------- | ------------------- | ------------------- |
| 1        | 21      | Lunedì alle 21:00                                  | 3 giugno 2013  | 1,42           | 24 marzo 2014  | 1,29           | 2013-2014           | 1.68                |
| 2        | 21      | Lunedì alle 21:00 (2014) Lunedì alle 20:00 (2015)  | 16 giugno 2014 | 1,47           | 23 marzo 2015  | 1,45           | 2014-2015           | 1,39                |
| 3        | 20      | Lunedì alle 20:00                                  | 8 giugno 2015  | 1,26           | 28 marzo 2016  | 0,77           | 2015-2016           | 1.00                |
| 4        | 20      | Lunedì alle 20:00 (2016) Martedì alle 20:00 (2017) | 20 giugno 2016 | 0,91           | 11 aprile 2017 | 0,72           | 2016-2017           | TBA                 |
| 5        | 18      | Martedì alle 20:00                                 | 11 luglio 2017 | 0,87           | 6 giugno 2018  | 0,63           | 2017-2018           | TBA                 |

### Critica
La prima stagione ricevette recensioni generalmente favorevoli da parte della critica, ed ha ottenuto il plauso particolare per la sua rappresentazione dei temi LGBT. Sull'aggregatore di recensioni Rotten Tomatoes ha un indice di gradimento dell'88% con un voto medio di 6,94 su 10, basato su 17 recensioni. Il commento del sito recita: "Con un cast affascinante, un astuto senso dell'umorismo e un sacco di cuore, The Fosters è uno sguardo intelligente e perspicace sulla vita familiare contemporanea". Su Metacritic, invece, ha un punteggio di 69 su 100, basato su 11 recensioni.
| Stagione | Accoglienza         | Accoglienza        |
| Stagione | Rotten Tomatoes     | Metacritic         |
| -------- | ------------------- | ------------------ |
| 1        | 88% (17 recensioni) | 69 (11 recensioni) |
| 2        | 100% (6 recensioni) | N.D.               |
| 3        | 100% (5 recensioni) | N.D.               |
| 4        | N.D.                | N.D.               |
| 5        | 100% (9 recensioni) | N.D.               |

### Controversie
L'8 ottobre 2012, più di sette mesi prima del debutto in serie, l'organizzazione socialmente conservatrice di One Million Moms, una divisione dell'American Family Association, classificata come gruppo di odio ed estremisti dal Southern Poverty Law Center, condannò Lopez e la serie, incoraggiando il pubblico a boicottarlo. Il gruppo, che ha ripetutamente sostenuto la rappresentazione delle coppie dello stesso sesso nei media, ha dichiarato:
"Ovviamente ABC ha perso la testa, non si sono lasciati scappare così nemmeno noi. ABC Family ha diversi programmi anti-famiglia, e stanno pianificando di far crescere la lista.»
In risposta, ABC ha difeso lo show televisivo, con il presidente di ABC Family, Michael Riley, ribattendo che:

## Riconoscimenti
The Fosters ha ottenuto ben 17 nomination ai Teen Choice Awards nel 2013, nel 2014, nel 2015, nel 2016 e nel 2018, vincendone 1; 4 nomination ai GLAAD Media Awards nel 2014, nel 2015 e nel 2016, vincendone 2; 2 nomination ai TCA Award nel 2014 e nel 2015, vincendone 1; 1 nomination ai NAACP Image Award nel 2014 e 1 nomination ai People's Choice Awards nel 2016.

### Vinti
- 2013 – Teen Choice Awards[75]
  - Breakout Show
- 2014 – GLAAD Media Awards[16][81]
  - Miglior serie drammatica
  - Vanguard Award a Jennifer Lopez
- 2015 – TCA Award[84]
  - Outstanding Achievement in Youth Programming

## Spin-off
Dopo aver annunciato la conclusione di The Fosters, Freeform ordinò uno spin-off dello show, incentrato su Callie e Mariana Adams Foster e ambientato cinque anni dopo il finale della serie madre.
La serie, intitolata Good Trouble, è trasmessa su Freeform dall'8 gennaio 2019.
Inoltre, molti personaggi della serie madre appariranno nello spin-off.